# Fernand Halbart
Fernand Halbart (Elsene, 22 april 1882 – Brussel, 23 mei 1952) ook bekend als Henry, was een Belgische atleet, die gespecialiseerd was in de sprint en het hordelopen. Hij nam eenmaal deel aan de Olympische Spelen en werd tweemaal Belgisch kampioen.

## Biografie
Halbart werd in 1900 voor het eerst Belgisch kampioen op de 100 m. Vijf jaar later veroverde hij de titel op de 110 m horden. In 1908 nam hij deel aan de Olympische Spelen in Londen. Hij overleefde door walk-over de series van de 110 m horden, maar startte niet in de halve finales. Op de 200 m werd hij uitgeschakeld in de series.
Halbart was ook de eerste Belgische recordhouder in het discuswerpen.
Halbart speelde een seizoen in de Eere Afdeeling, de hoogste voetbalklasse, bij Athletic and Running Club Brussel. In 1901-1902 en speelde drie wedstrijden en scoorde drie doelpunten.
Tijdens de Eerste Wereldoorlog geraakte hij geblesseerd en richtte hij het dagblad Les Sports op.

## Belgische kampioenschappen
| onderdeel    | jaar |
| ------------ | ---- |
| 100 m        | 1900 |
| 110 m horden | 1905 |

## Persoonlijke records
| Onderdeel    | Prestatie | Datum | Plaats  |
| ------------ | --------- | ----- | ------- |
| 110 m horden | 16,6 s    | 1905  | Brussel |

## Palmares

### 100 m
- 1900:  BK AC - 11,4 s

### 200 m
- 1908: 5e in series OS in Londen

### 400 m
- 1906:  BK AC
- 1908:  BK AC

### 110 m horden
- 1905:  BK AC - 16,6 s
- 1906:  BK AC
- 1908:  BK AC
- 1908: DNS in ½ fin. OS in Londen
- 1909:  BK AC

### verspringen
- 1906:  BK AC - 5,92 m
- 1909:  BK AC - 5,75 m